# 비시코차
비시코차(바스크어: bixkotxa) 또는 가토 바스크(프랑스어: gâteau basque)는 프랑스령 바스크 지역인 바스나바르의 전통 케이크이다. 

## 이름
바스크어 "비시코차(bixkotxa)"는 "비스킷"이나 "케이크"를 뜻하는 말이다. "가정식 케이크"라는 뜻의 에체코 비시코차(바스크어: etxeko bixkotxa)나 "바스크 케이크"라는 뜻의 에우스칼 비시코차(바스크어: euskal bixkotxa)로도 불리며, 라부르댕 등지에서는 파스티사(바스크어: pastiza)로도 부른다.
프랑스어 "가토 바스크(gâteau basque)"는 "바스크 케이크"라는 뜻이다.

## 사진

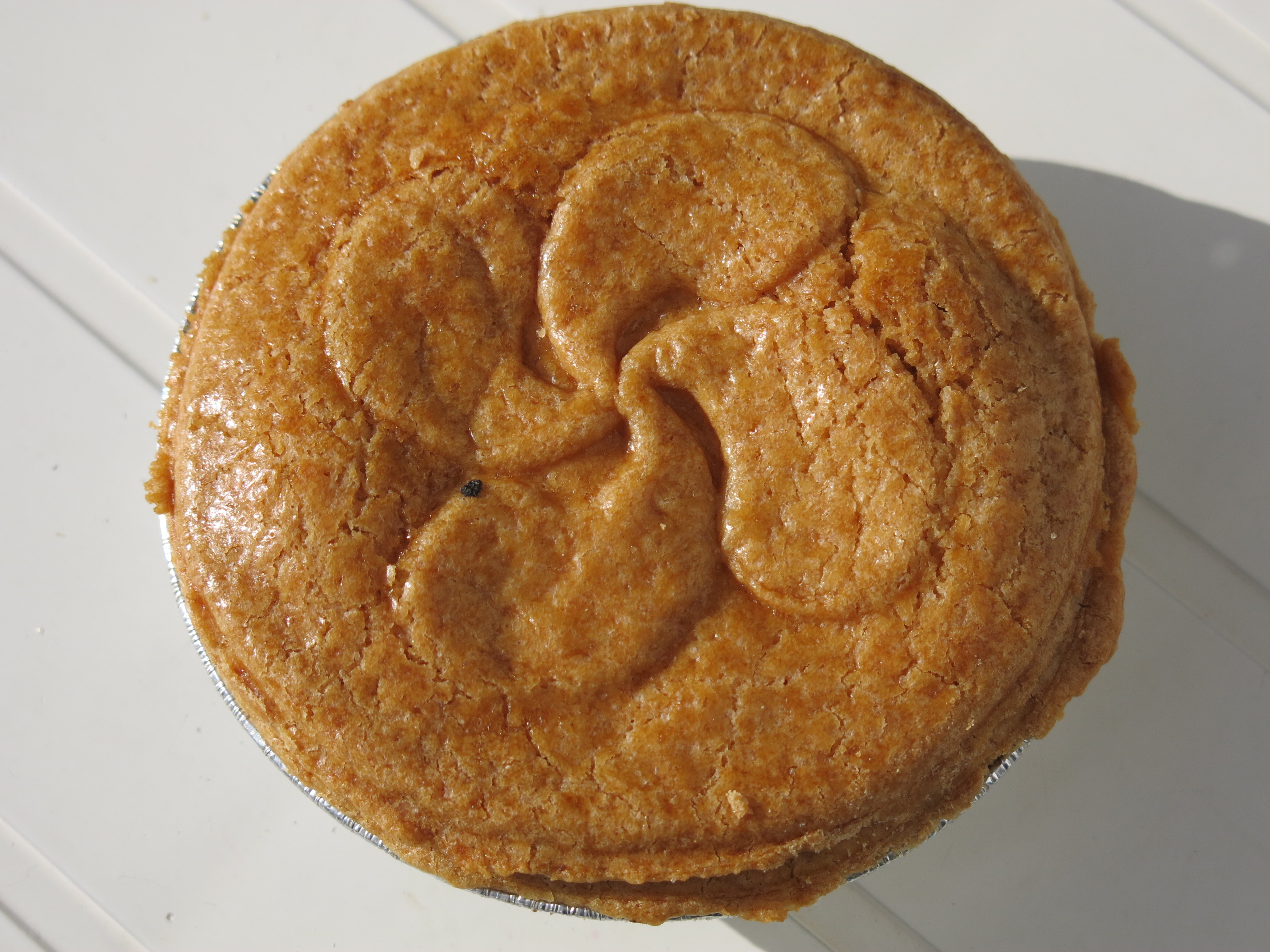
가토 바스크

## 같이 보기
- 플란